# Mikulov

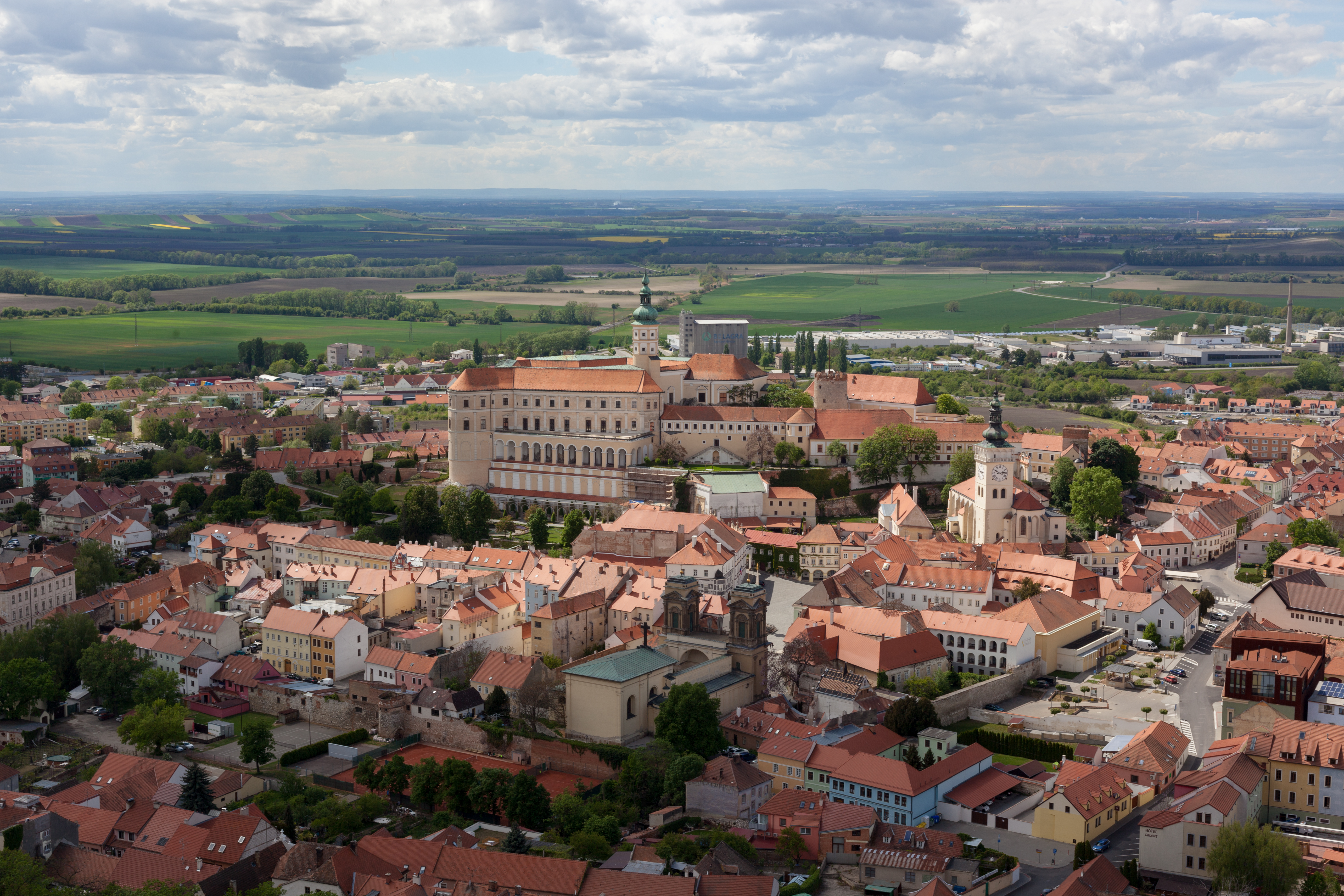
Altstadt mit Schloss

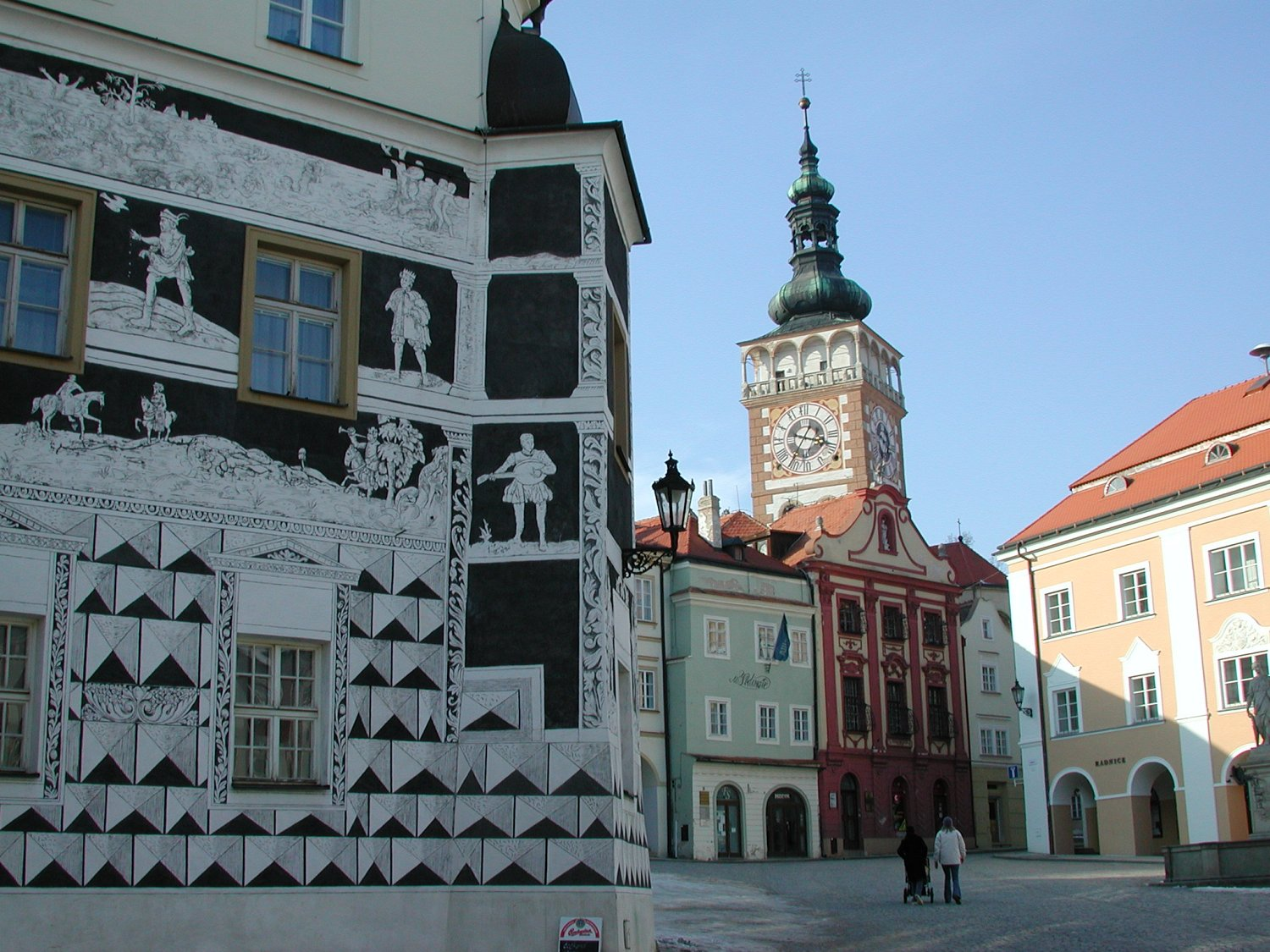
Stadtplatz mit Sgraffitohaus

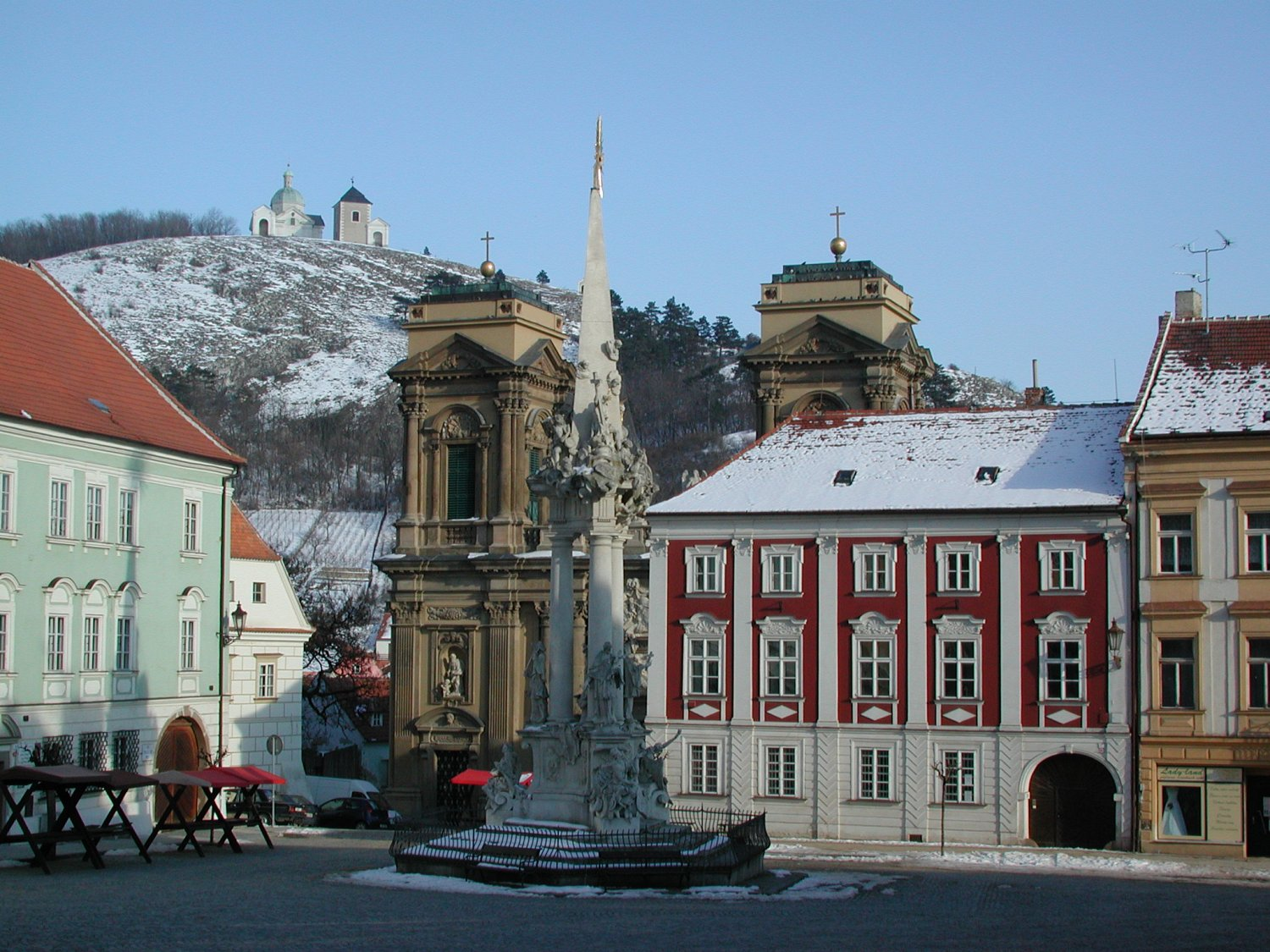
Stadtplatz mit Säule und den Zwillingstürmen der Dietrichstein-Gruftkirche

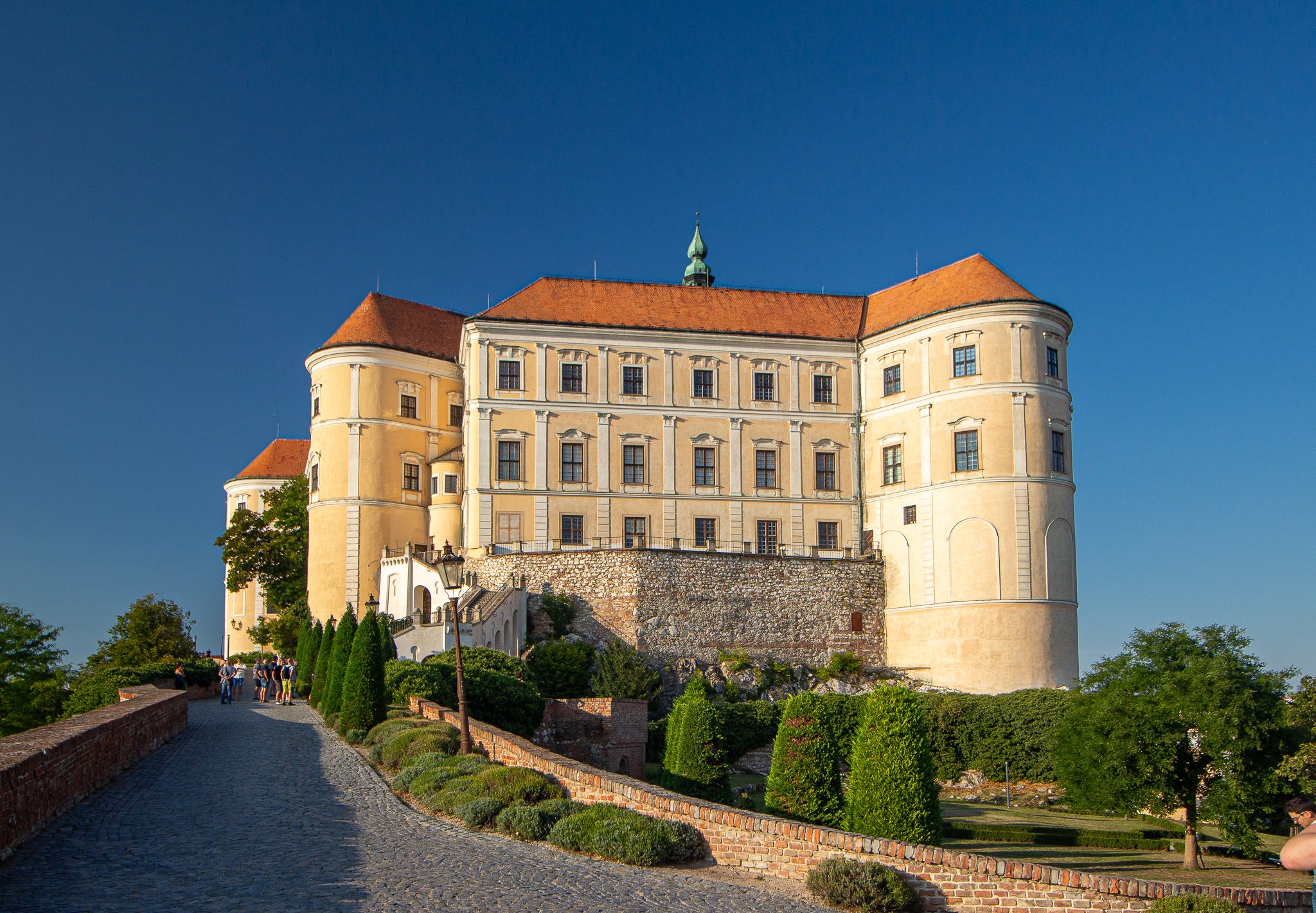
Schloss Mikulov

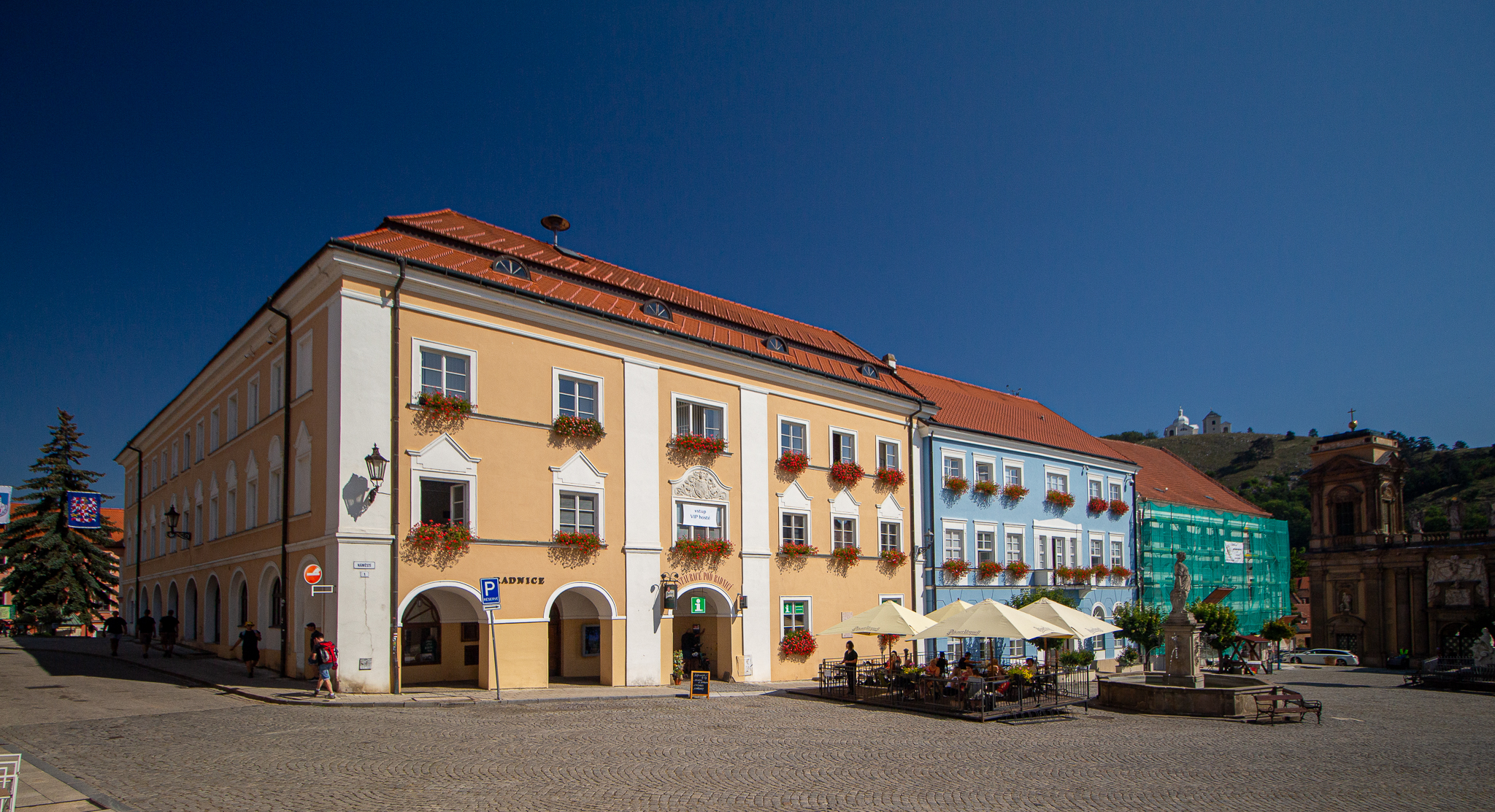
Rathaus

Mikulov (deutsch: Nikolsburg) ist eine Stadt in der Region Südmähren in Tschechien. Sie liegt unmittelbar an der Grenze zu Niederösterreich. Zwischen Mikulov und dem sieben Kilometer südlich gelegenen Drasenhofen in Österreich besteht ein Grenzübergang.

## Geographie
Mikulov liegt zwischen dem Hügelland Pavlovské vrchy (Pollauer Berge) und der Milovická pahorkatina, auf seinem Gebiet gibt es einige Karstformationen mit der öffentlich zugänglichen Turold-Höhle.
Auf dem Svatý kopeček u Mikulova (Heiliger Berg bei Nikolsburg) beginnt der seit 2010 ausgeschilderte Jakobsweg Weinviertel, der als Teil der Via Francigena und der Via Slavica anzusehen ist und bis Krems an der Donau führt. Der zweieinhalb Kilometer südwestlich des Stadtzentrums gelegene Šibeník (Galgenteich) ist der größte Fischteich im Landschaftsschutzgebiet Pálava.

## Stadtgliederung
Für die Stadt Mikulov sind keine Ortsteile ausgewiesen. Grundsiedlungseinheiten sind Hliniště, Mikulov-střed, Na Mušlově, Na okraji, Pavlovská, Pod brněnskou silnicí, Pod Turoldem, Průmyslový obvod, Příkopy, Sídliště Hraničář, Svatý kopeček, Špičák, Turold, U bažantnice, U nádraží, Valtická, Vídeňská und Za tratí.

## Geschichte

### Frühgeschichte (11.–13. Jahrhundert)
Nikolsburg wurde wahrscheinlich im 11. Jahrhundert zur Zeit der böhmischen Mark der Babenberger deutschsprachig besiedelt. Die bis 1945 dort gesprochene bairisch-österreichische Ui-Mundart mit ihren speziellen Kennwörtern weist darauf hin, dass die Siedler aus dem österreichischen oder süddeutschen Raum stammten. 1182 wurde Mähren Markgrafschaft durch Friedrich Barbarossa. Nach der Schlacht bei Lodenitz 1185 kam der Ort in den Besitz des Grafen Wilhelm von Dürnholz. Die erste urkundliche Erwähnung als „Nikulsburch“ steht in der Schenkungsurkunde vom 14. Januar 1249 von Markgraf Ottokar II. Přemysl an Heinrich I. von Liechtenstein, der das Dorf samt Pardorf, Klentnitz, Muschau, Tannowitz, Bratelsbrunn als Lehen erhielt. Diese Urkunde wurde von Ottokar II. im Jahre 1262 ausdrücklich bestätigt. 1276 wurde eine Kirche erwähnt. Nach der Schlacht bei Dürnkrut verlieh Rudolf von Habsburg am 24. August 1279 an Heinrich II. von Liechtenstein das Recht auf einen Wochenmarkt „in villa Nicolspurch“.

### Reformation und Rekatholisierung (16.–17. Jahrhundert)

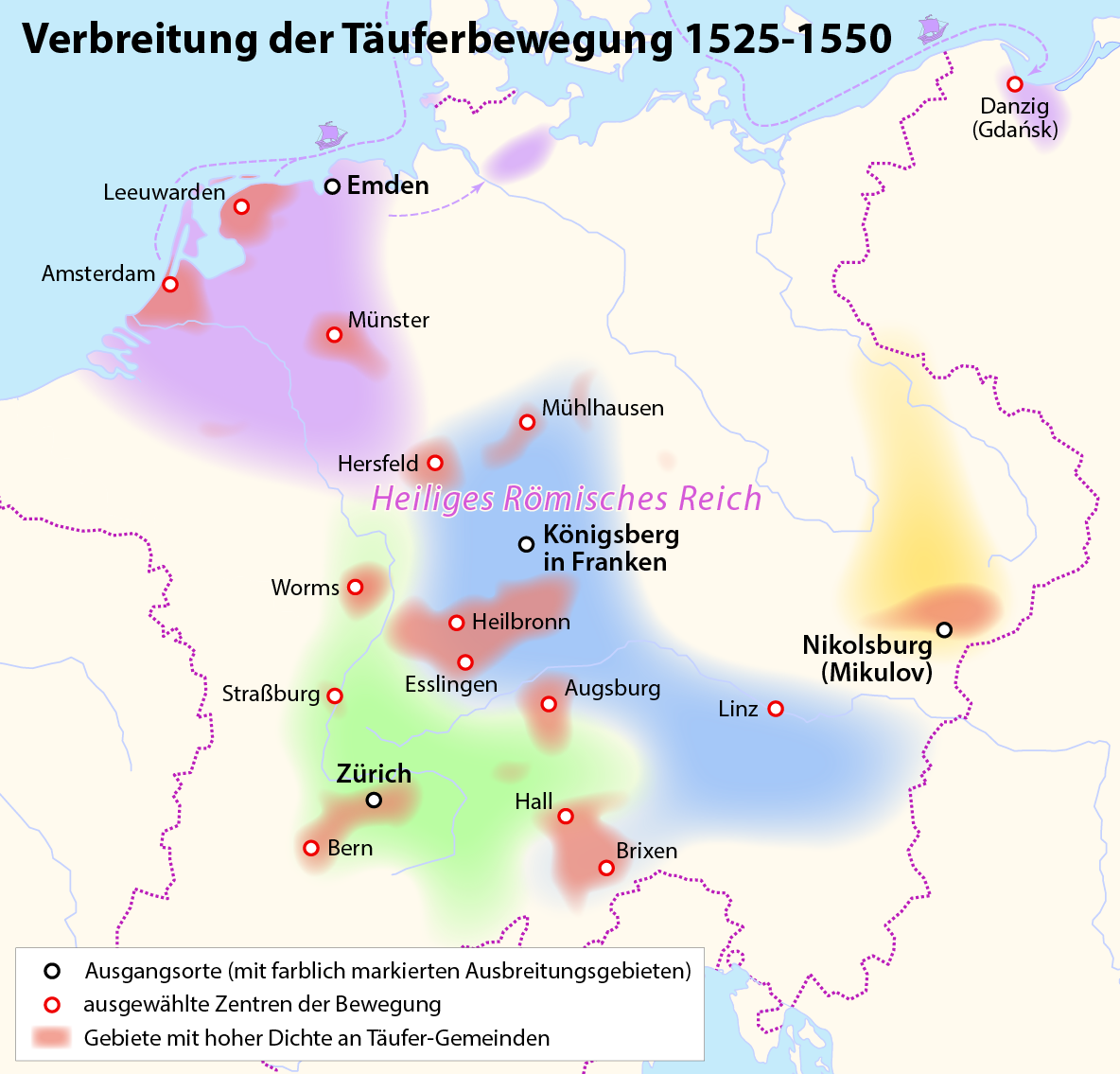
Nikolsburg war eines der frühen Zentren der Täuferbewegung.

Bereits 1526 bildete sich im Raume Nikolsburg um Balthasar Hubmaier eine der ersten Gütergemeinschaften der radikal-reformatorischen Täuferbewegung. Die nach der Hinrichtung Hubmaiers 1528 drohende Auflösung der Täufergemeinde konnte der aus Tirol stammende Jakob Hutter verhindern. Nach ihm wurden die Täufer auch Hutterische Brüder genannt. Es lebten bis zu 60.000 Täufer in Mähren, davon 12.000 in Nikolsburg. Kurz nach den Täufern und gefördert durch den ansässigen Adel hielt auch die Lehre Martin Luthers Einzug in Südmähren. Dadurch kam es zur Kirchenspaltung und zur Bildung der evangelisch-lutherischen Kirche und zu Konfessionen des Protestantismus. Während der Gegenreformation und der durch die von Jesuiten erfolgreich durchgeführten Rekatholisierung konnte eine ganze Anzahl von Kirchen wieder katholisch eingeweiht werden. Nach der Verfolgung in Mähren 1535 bis 1767 durch Katholiken, Evangelische und Türken floh ein Überrest von Täufern nach Russland.
1560 verkauften die Liechtensteiner für 60.000 böhmische Thaler dem reichen Ungarn Ladislaus von Kerecsenyi die Schlossherrschaft Nikolsburg als kaiserliches Lehen. Im Jahre 1572 wurde Adam Graf Dietrichstein von Kaiser Maximilian II. die Herrschaft Nikolsburg verliehen. 1575 erwarb er diese als erbeigenen Besitz, der bis ins 20. Jahrhundert im Eigentum der Fürsten von Dietrichstein zu Nikolsburg aus den Häusern Dietrichstein und Mensdorff-Pouilly blieb. Sie hatten am Stadtplatz von Nikolsburg ihre Gruftkirche, die heute öffentlich zugänglich ist.
1621 schloss Kardinal Dietrichstein im Namen des Kaisers einen Frieden mit Gábor Bethlen von Siebenbürgen. 1625 tagte der Hofrat unter Ferdinand II. in Nikolsburg und verlieh Albrecht Wallenstein das erste Generalat und den Titel eines Herzogs von Friedland. Gleichzeitig erfolgte die letzte Besserung des Stadtwappens von Nikolsburg. Vom Wirken derer von Dietrichstein zeugen auch das ehemalige fürstliche Schloss Nikolsburg und das Piaristen-Kollegium, das Kardinal Franz von Dietrichstein im Jahre 1631 als erstes Piaristenkolleg nördlich der Alpen gründete.

### 19. Jahrhundert
Am 26. Juli 1866 wurde Nikolsburg Schauplatz der Verhandlungen über den als Vorfrieden von Nikolsburg bezeichneten Waffenstillstand zwischen Österreich und Preußen während des Preußisch-Österreichischen Krieges.
Jüdische Gemeinde
Die jüdische Gemeinde in Nikolsburg entstand 1421, als die Juden von Herzog Albrecht V. aus Wien und Niederösterreich vertrieben wurden. Die Flüchtlinge ließen sich unter dem Schutz der Fürsten von Liechtenstein in der nahe der österreichischen Grenze etwa 80 km von Wien gelegenen Stadt nieder. Weitere Ansiedler gelangten nach der Vertreibung der Juden aus den mährischen Königsstädten durch König Ladislaus Postumus nach 1454 in die Stadt. Die Gemeinde erreichte erstmals 1575 Bedeutung, als der Kaiser den Ort Mikulov dem Grafen Adam von Dietrichstein verlieh. Dessen Sohn, Kardinal Franz Xaver von Dietrichstein, schützte die Juden, deren Steuern er für seinen Einsatz im Dreißigjährigen Krieg benötigte.
Die Bedeutung der Gemeinde wuchs. 1653 wurde sie Sitz der Landesrabbiner von Mähren, also kulturelles Zentrum der mährischen Juden. Rabbi Löw (1525–1609), der den Golem von Prag geschaffen haben soll, wirkte dort 20 Jahre lang als zweiter Landesrabbiner (1553–1573).
In der ersten Hälfte des 18. Jahrhunderts zählte die Gemeinde von Mikulov mehr als 600 Familien und bildete die größte jüdische Niederlassung in Mähren. Die von Kaiserin Maria Theresia angeordnete Volkszählung von 1754 ergab 620 Familien, die jüdische Bevölkerung von etwa 3000 Seelen machte die Hälfte der Einwohner von Mikulov aus. Nur der kleinere Teil der Juden von Mikulov konnte seinen Lebensunterhalt als Handwerker fristen, die übrigen befassten sich mit Handelstätigkeit. Die Gemeinde litt schwer in den Schlesischen Kriegen (1740–1742, 1744–1745, 1756–1763), als sie für ihren Anteil an den hohen Steuern aufkommen musste, die die Regierung Maria Theresias den mährischen Juden vorschrieb.
Viele Juden aus Mikulov suchten ihren Lebensunterhalt in Wien, wo sie sich eine Zeitlang mit besonderen Pässen aufhalten durften. Nachdem den Juden im Laufe der Märzrevolution 1848 die Niederlassungsfreiheit bewilligt wurde, sank die Zahl der jüdischen Einwohner von Mikulov auf weniger als ein Drittel. 1904 waren nur noch 749 der insgesamt 8192 Einwohner der Stadt Juden.
Der Gemeinde entstammt Joseph von Sonnenfels (1732/1733–1817), ein Berater Maria Theresias. Von 1846 bis 1851 lebte dort Samson Raphael Hirsch (1808–1888) als Landesrabbiner von Mähren, bevor er in Frankfurt am Main zum Rabbiner berufen wurde.

### Seit dem 20. Jahrhundert
Nach dem Ersten Weltkrieg und dem Zerfall Österreich-Ungarns wurde die Stadt, deren Bewohner 1910 zu 97 % deutschsprachig waren, gegen den Mehrheitswillen der Bevölkerung der Tschechoslowakei zugesprochen. Mit dem Münchner Abkommen wurde Nikolsburg mit dem 1. Oktober 1938 Teil des deutschen Reichsgaus Sudetenland. Ein halbes Jahr später wurde dessen gesamter Südteil in den Reichsgau Niederdonau, wie Niederösterreich in der NS-Zeit genannt wurde, eingegliedert.
Im Jahre 1938 zählte Mikulov etwa 8000 Einwohner, davon 472 Juden. Von diesen konnten 110 ins Ausland fliehen. 327 überlebten den Holocaust nicht. Die jüdische Gemeinde in Nikolsburg hörte dadurch auf zu bestehen.
Nach dem Ende des Zweiten Weltkrieges, der 504 Opfer unter den Nikolsburgern forderte, kam die Stadt wieder zur Tschechoslowakei zurück. Viele der deutschen Stadtbewohner flüchteten oder wurden durch eigenmächtige tschechische Trupps über die nahe Grenze nach Österreich vertrieben. Dabei kam es zu 51 Ziviltoten. Zwischen 15. März und 3. Oktober 1946 wurden 2140 Nikolsburger sowie weitere 20.000 Deutschsüdmährer aus dem Lager bei Nikolsburg (Oberfeldbaracken, nördlich der Kaserne) nach Westdeutschland zwangsausgesiedelt.
Bis 1960 war Mikulov eine Bezirksstadt, dann wurde sie dem Bezirk Břeclav eingegliedert. Nach der Auflösung der Bezirksämter erhielt Mikulov im Jahr 2003 den Status einer Gemeinde mit erweitertem Wirkungsbereich, deren Stadtamt bestimmte Aufgaben des aufgelösten Bezirksamtes für die umliegenden Gemeinden übernahm.

## Bevölkerung
Matriken wurden seit 1625 geführt.
Bevölkerungsentwicklung bis 1945
| Volkszählung                                                                  | Häuser | Einwohner insgesamt | Sprachzugehörigkeit der Einwohner | Sprachzugehörigkeit der Einwohner | Sprachzugehörigkeit der Einwohner |
| Jahr                                                                          | Häuser | Einwohner insgesamt | Deutsch                           | Tschechisch                       | andere                            |
| 1793                                                                          | 0760   | 7.440               |                                   |                                   |                                   |
| 1836                                                                          | 0806   | 8.421               |                                   |                                   |                                   |
| 1869                                                                          | 0909   | 7.173               |                                   |                                   |                                   |
| 1880                                                                          | 0918   | 7.642               | 7.447                             | 144                               | 061                               |
| 1890                                                                          | 1.220  | 8.210               | 8.057                             | 079                               | 074                               |
| 1900                                                                          | 1.141  | 8.092               | 7.843                             | 170                               | 079                               |
| 1910                                                                          | 1.209  | 8.043               | 7.787                             | 189                               | 067                               |
| 1921                                                                          | 1.254  | 7.699               | 6.359                             | 626                               | 485                               |
| 1930                                                                          | 1.426  | 7.790               | 6.409                             | 898                               | 483                               |
| 1939                                                                          |        | 7.886               |                                   |                                   |                                   |
| Quelle: 1793, 1836, 1850 aus: Frodl, Blaschka: Südmähren von A–Z. 2006        |        |                     |                                   |                                   |                                   |
| Sonstige: Historický místopis Moravy a Slezska v letech 1848–1960, sv.9. 1984 |        |                     |                                   |                                   |                                   |

Bevölkerungsentwicklung nach Ende des Zweiten Weltkriegs
(Stand: 31. Dezember des jeweiligen Jahres)
| Jahr | Einwohner |
| ---- | --------- |
| 1971 | 6.502     |
| 1980 | 8.575     |
| 1990 | 8.529     |
| 2000 | 7.753     |

| Jahr | Einwohner |
| ---- | --------- |
| 2010 | 7.450     |
| 2020 | 7.479     |
| 2022 | 7.679     |

## Sehenswürdigkeiten

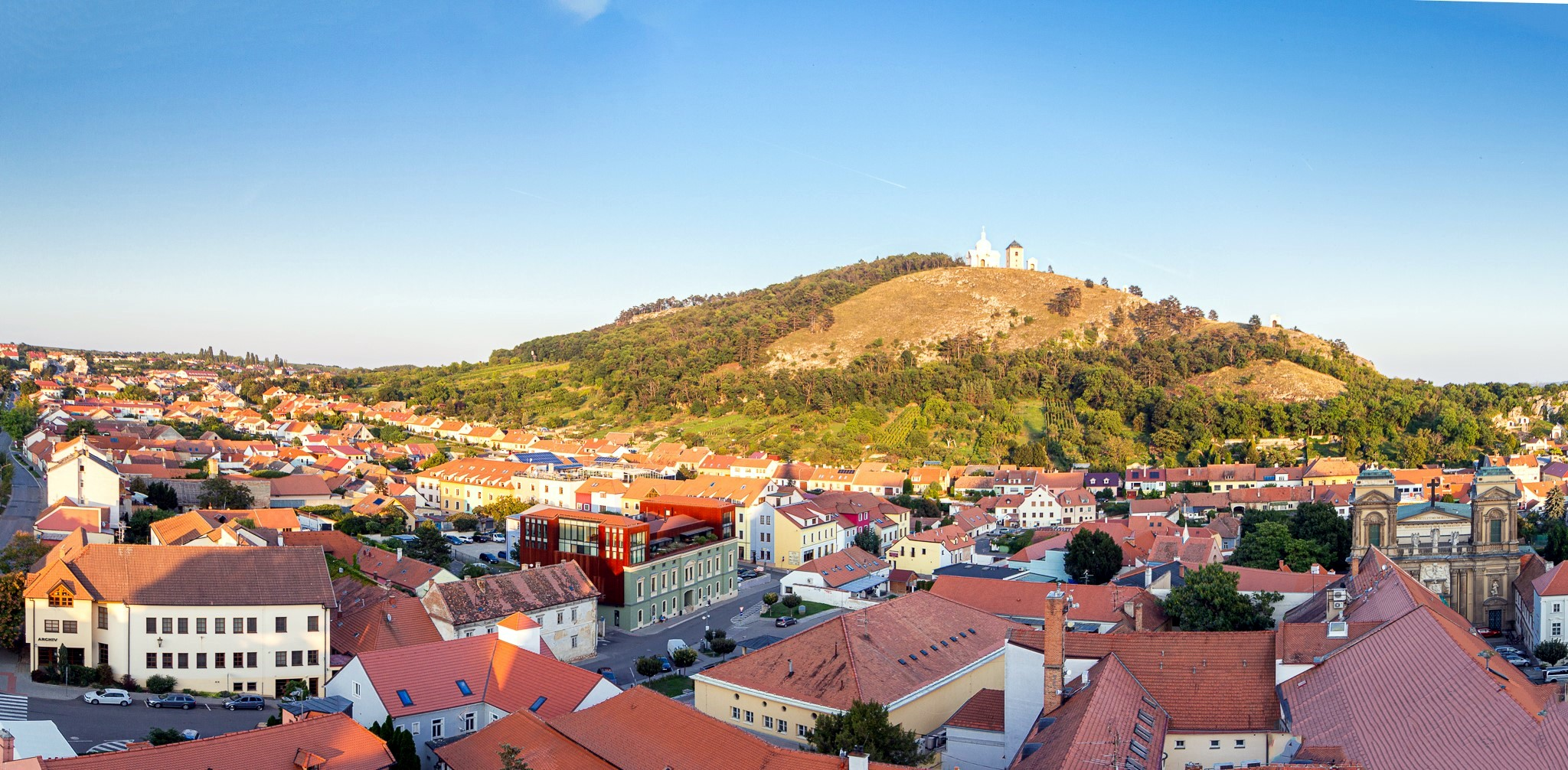
Heiliger Berg

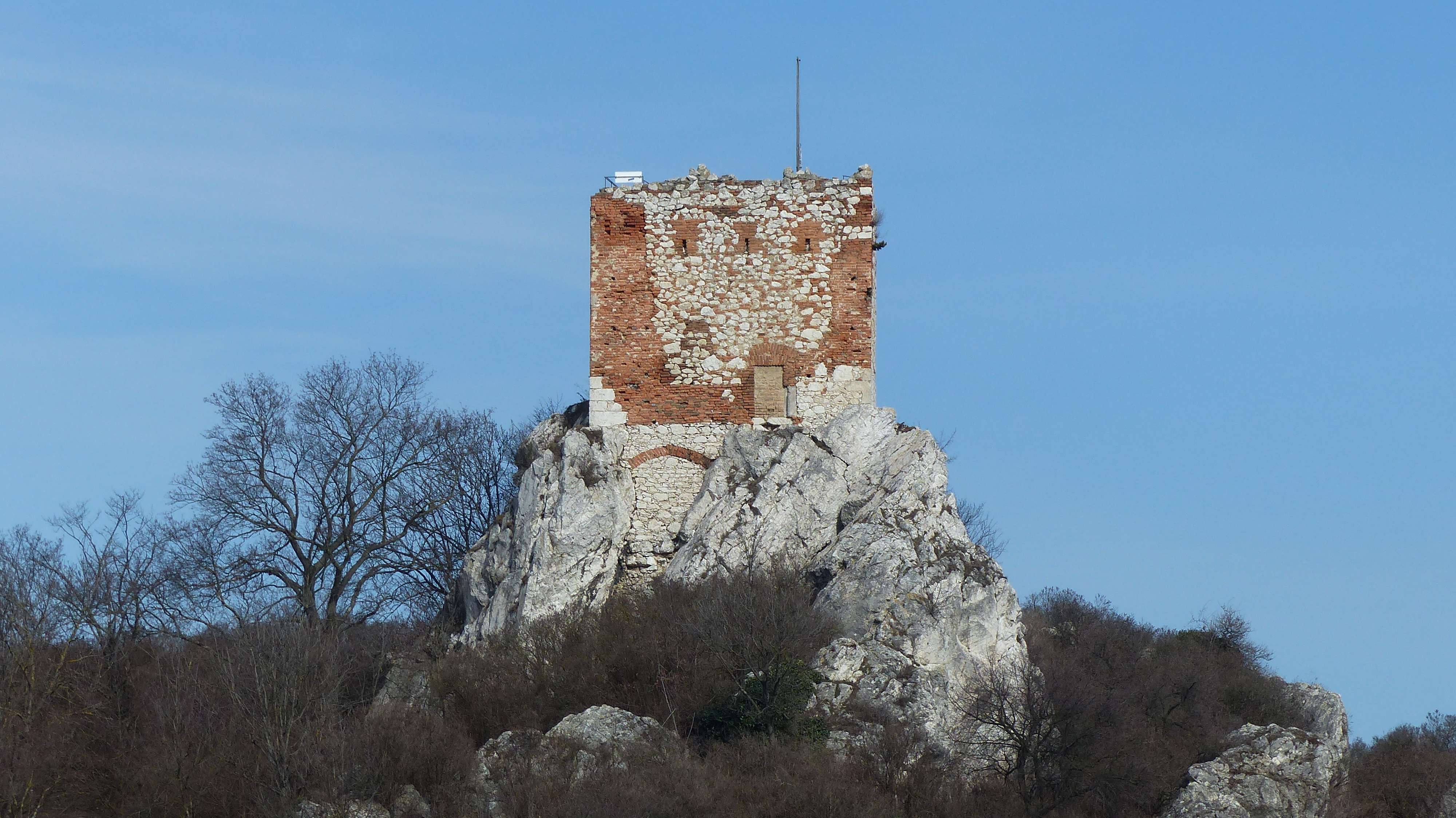
Pulverturm am Gaisberg

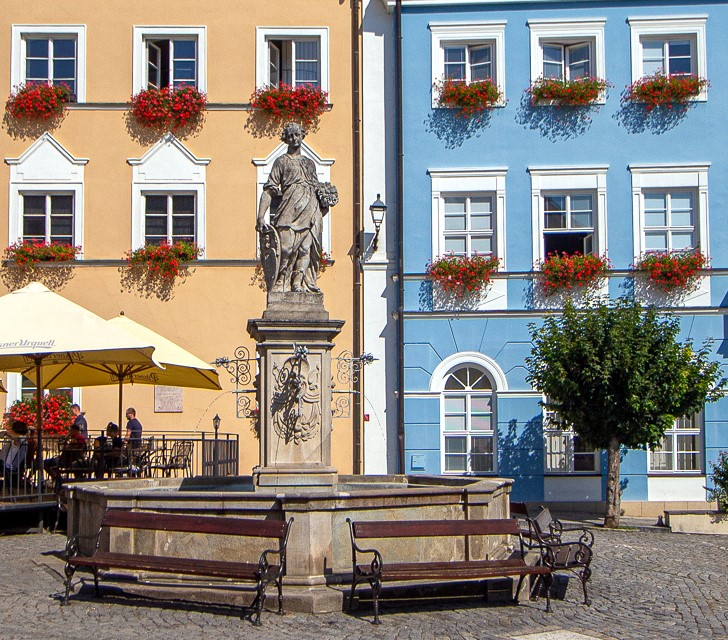
Pomonabrunnen vor dem Rathaus

Das historische Stadtzentrum wurde 1982 zum städtischen Denkmalreservat erklärt.
- Schloss Mikulov
- Synagoge
- Jüdischer Friedhof mit Trauerhalle
- Mikwe
- Propsteipfarrkirche
- Piaristenkirche und -kloster Nikolsburg
- Gruftkirche der Fürsten von Dietrichstein zu Nikolsburg auf dem Stadtplatz
- Sgraffitohaus
- Gefallenendenkmal für die Opfer des Ersten Weltkrieges
- Rathaus
- Domkapitelhäuser
- Bauten am Heiligen Berg
- Dreifaltigkeitssäule
- Statue des hl. Johannes von Nepomuk
- Pomonabrunnen vor dem Rathaus
- Marien-Säule
- Ruine Kozí hrádek (Gaisburg) auf dem Kozí vrch (Gaisberg)[17]
- Schloss Portz und Ziegelbrücke zur Portz-Insel im Portz-Teich

## Wirtschaft
Wirtschaftlich ist die Maschinen- und Tonwarenindustrie zu erwähnen sowie das Erdöl am Rande des Wiener Beckens. Von Bedeutung ist daneben der Weinbau, dessen Erträge bei der Pollauer Weinlese (Pálavské vinobraní), einem großen Weinfest, jedes Jahr Anfang September zelebriert werden.

## Persönlichkeiten
- Balthasar Hubmaier (um 1485–1528), wirkte um 1526 als Täufer
- Judah Löw (zwischen 1512 und 1525–1609), war hier zwischen 1553 und 1573 Rabbiner und Oberrabbiner
- Johann Ferdinand Hertodt von Todtenfeld (1645–1714), Arzt, Alchemist und Autor
- Joseph Franz Adolph (1671–1749), Tiermaler
- Jakob Fellner (1722–1780), Baumeister des Hauses Esterházy
- Joseph von Sonnenfels, (1732/1733–1817), Berater von Kaiserin Maria Theresia
- Floridus Leeb (1731–1799), Probst im Stift Klosterneuburg, Rektor der Universität Wien, Namensgeber von Floridsdorf
- Anton Josef Leeb (1769–1837), Bürgermeister von Wien
- Franz Theodor Finger (1764–1831), Domkapitelrat, Notar und Justiziar, Großvater des Juristen August Finger und des Dermatologen Ernest Finger
- Bonifác Buzek (1788–1839), Priester, Volksaufklärer, Philosoph und Pädagoge, lehrte am hiesigen Gymnasium
- Moritz Deutsch (1818–1892), Musikologe, Komponist und Chasan
- Anton Pelikan von Plauenwald (1819–1899), österreichischer Finanzbeamter und naturkundlicher Sammler
- Emanuel Stöckler (1819–1893), österreichischer Maler
- Hieronymus Lorm (1821–1902), (eigentlich Heinrich Landesmann), Schriftsteller und Erfinder des Tastalphabets für Taubblinde
- Simon Deutsch (um 1822–1877) jüdischer Bibliograf, Kaufmann und Revolutionär 1848/49
- Eduard Kulke (1831–1897), österreichischer Schriftsteller
- Leopold Oser (1839–1910), Mediziner
- Elkan Bauer (1852–1942), Komponist und Liedermacher, NS-Opfer
- Emil Schweinburg (1854–1919), Wäschefabrikant in New York, hinterließ sein Erbe zu gleichen Teilen jüdischen und christlichen Nikolsburger Stiftungen
- Max Pohl (1855–1935), österreichischer Schauspieler
- Edmund Wengraf (1860–1933), österreichischer Journalist
- Karl Renner (1870–1950), österreichischer Staatskanzler und Bundespräsident, besuchte von 1881 bis 1889 das Nikolsburger Gymnasium
- Siegfried Altmann (1887–1963), Pädagoge
- Erich Fritz Schweinburg (1890–1959), Schriftsteller und Rechtsanwalt
- Adolf Schärf (1890–1965), österreichischer sozialdemokratischer Politiker und Bundespräsident
- Stella Kramrisch (1896–1993), Kunsthistorikerin
- Manfred Ackermann (1898–1991), österreichischer sozialdemokratischer Politiker und Gewerkschaftsfunktionär
- Norbert Langer (1899–1975), österreichischer Literaturhistoriker und Schriftsteller
- Herbert Horntrich (1914–1941), Schriftsteller und Volksliedforscher, Lyriker
- Leopold Beierl (1915–1991), Volkskundler, südmährischer Kulturpreisträger 1986
- Wolfgang Oberleitner (1918–2006), leitender Redakteur „Die Presse“
- Karel Krautgartner (1922–1982), tschechischer Jazzmusiker und Orchesterleiter
- Kurt Nedoma (1929–2020), Schriftsteller und Lyriker. Verfasser von mehr als 2.700 Gedichten für Kalender, Zeitungen und Zeitschriften. Südmährischer Kulturpreisträger 1990.
- Reiner Elsinger (* 1932), Heimatforscher, Heimatschriftsteller, Kulturpreisträger, Ehrenmedaille des Bundeslandes Niederösterreich